# Типография П. В. Березина
Типография П. В. Березина — памятник архитектуры. Расположен в Центральном районе Санкт-Петербурга, современный адрес дома — Социалистическая улица, 14.
В 1905—1906 годах ранее существовавшее здание было перестроено Б. И. Гиршовичем для инженера путей сообщения П. В. Березина. У здания 11 осей окон, два выложенных плитами песчаника нижних этажа, трактованных как цоколь, мансардный этаж с отступом и криволинейным объёмом по центру с полукруглым окном. Также в центре размещён трёхгранный эркер из стекла и железа с разорванным карнизом над ним. Портал со стилизованными пилястрами по сторонам проёмов и разорванным фронтоном, а также цоколь здания облицованы красным полированным гранитом.

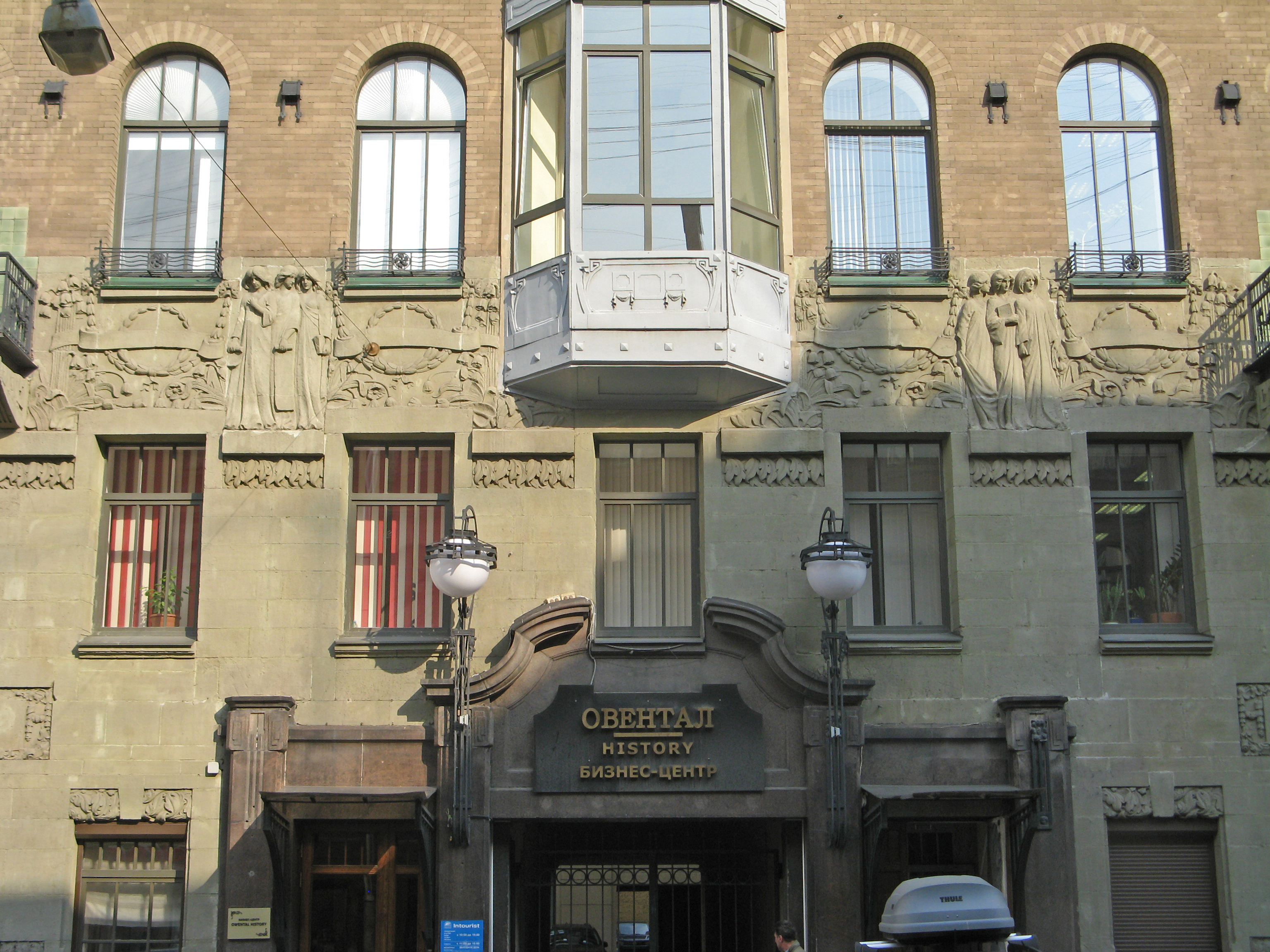
Горельефы с женскими фигурами

По материалам здание сочетает песчаник (в частности, из него вырезан рельефный фриз нижнего яруса) и гранит, керамическую плитку изумрудного цвета и песочный «кабанчик», кованый метал и стекло. В узорах тоже есть контраст гирлянд и увядших цветов. Дом украшен четырьмя горельефными группами с фигурами девушек с книгами и свитками, символизирующими печатное дело. Авторами горельефов предположительно являются В. В. Козлов и А. Ф. Разумовский).
В 1907 году постройка получила серебряную медаль Городской думы за фасад. Впоследствии дом был надстроен, что исказило авторский замысел.
В здании располагались жилые помещения, а на первом этаже — типография «Художественная печать», где в основном печатались газеты и журналы разной направленности. 22 апреля (5 мая) 1912 года, в день рождения Карла Маркса, здесь был напечатан первый номер газеты «Правда». 5 мая 1957 года на здании в память об этом событии была установлена мемориальная доска. Типография под различными названиями работала в здании до 2000-х годов.
26 августа 2004 года в левом крыле здания рухнули межэтажные перекрытия с 5 по 1 этаж, пострадавших не было.
К 2007 году здание было реконструировано (с утратой множества деталей, в том числе витражей), в нём открылся бизнес-центр.